# Pascoal Ranieri Mazzilli
Pour les articles homonymes, voir Ranieri.
Pascoal Ranieri Mazzilli (Caconde, 27 avril 1910 - São Paulo, 21 avril 1975) est un homme d'État brésilien, président de la république des États-Unis du Brésil à deux reprises, du 25 août au 7 septembre 1961 et du 2 au 14 avril 1964. Il est membre du PSD.

## Biographie
Mazzilli est président de la Chambre des députés du Brésil entre 1958 et 1965. Il occupe à deux reprises la présidence de la République pendant deux semaines. La première en août 1961, après la démission de Jânio Quadros car le vice-président João Goulart est en visite officielle en Chine. 
La deuxième, lors du coup d'État brésilien de 1964 qui a définitivement renversé Goulart du pouvoir. En effet, le 1er avril 1964, après la déposition de Goulart, Mazzilli assume encore la présidence pendant deux semaines avant que Humberto de Alencar Castelo Branco ne prenne le pouvoir à la faveur d'élections indirectes. En raison de la nature transitoire de ses deux mandats présidentiels, Mazzilli n'a jamais joué de rôle important dans le gouvernement brésilien, sauf dans sa position de conciliation, évitant ainsi l'effusion de sang, d'abord en 1961 lors de la Campagne pour la légalité, puis, en 1964, lors du Coup d'État militaire.

## Source
- (en) Cet article est partiellement ou en totalité issu de l’article de Wikipédia en anglais intitulé « Pascoal Ranieri Mazzilli » (voir la liste des auteurs).